# Saint Rita Point
Der Saint Rita Point (spanisch Cabo Santa Rita) ist eine Landspitze mit felsigem Ausläufer an der Ostküste der westantarktischen James-Ross-Insel. Sie liegt nördlich der Mündung des Gourdon-Gletschers in die Markham Bay.
Der Name der Landspitze ist erstmals auf einer argentinischen Landkarte aus dem Jahr 1959 verzeichnet. Namensgeber ist die italienische Nonne Rita von Cascia (1381–1447), Heilige der römisch-katholischen Kirche und Schutzpatronin der Metzger, für aussichtslose Anliegen, bei Examensnöten und Pocken.   